# 보케 (영화)
보케(Bokeh)는 미국, 아이슬란드에서 제작된 제프리 오스바인, 앤드류 설리반 감독의 2017년 드라마, SF 영화이다. 마이카 먼로 등이 주연으로 출연하였다.
2017년 2월 3일 샌타바버라 국제 영화제에서 초연되었으며 스크린 미디어 필름스가 미국에서 3월 24일 개봉하였다. Cinedigm이 2017년 4월 25일 DVD로 출시하였다.

## 출연

### 주연
- 마이카 먼로
- 맷 오리어리

### 조연
- 아마르 욘손